# 제10군단 (미국)
제10(X)군단(영어: X Corps)은 제2차 세계 대전과 한국 전쟁에 참전했던 미국 육군의 군단이다.

## 역사

### 제2차 세계 대전
1942년 텍사스주 셔먼에서 창설되어 1944년 7월 태평양 전역에 배치되었다. 제6군의 일원이 되어 뉴기니섬, 레이테섬, 필리핀 전역에 참가하였다. 1945년에는 다운폴 작전의 일부인 코로넷 작전에서 로버트 아이첼버거 중장의 제8군에 가담하여 참가할 예정이었는데, 그전에 항복하여 실현되지 않았다.
부대는 1944년 10월 17일부터 1945년 7월 4일까지의 필리핀 전역 참가에 따라 필리핀 대통령 부대 표창을 수여받았다. 1946년 해산하였다.

### 한국 전쟁
한국 전쟁에서 제10(X)군단은 전쟁 초기인 1950년 8월 10일에 극동 사령부에 의해 지원 요청된 3개 군단 중 하나로 지정되었다. 제1(I)군단과 제9(IX)군단이 미국 본토에서 재소집되어 각각 먼저 8월 13일과 23일에 한반도에 전개하였고, 제10(X)군단은 같은 달 8월 26일에 극동 사령부(FEC)에서 재소집되었다. 제10(X)군단은 "X 부대(영어: Force X)"로 명명되어 낙동강까지 내몰린 전세를 역전시키고자 제안된 크로마이트 작전의 주공으로 지정되었다. 그런데 지휘를 맡을 장교가 없자, 연합군 최고사령관인 더글라스 맥아더 대장은 참모장인 에드워드 알몬드 소장을 직접 군단장으로 지명하였다.
제10(X)군단은 미국의 제7보병사단과 제1해병사단, 대한민국의 제1해병연대와 제2보병사단 예하 17 연대를 이끌고 작전대로 9월 15일에 인천광역시로 상륙하였다. 제1해병사단은 상륙한 직후에 인천 지역의 섬을 확보하고 서울특별시를 점령하고 있던 조선인민군 부대와 격한 전투를 벌였고, 7보병사단은 뒤이어 서울 외곽지역을 정리하면서 전차 연대를 격퇴하였다. 완전히 점령을 마친 뒤, 제8군가 아닌 극동 사령부에 배속되었다. 그리고 한국군 제1군단을 추가로 배속받고 함경북도로 진격하였다.
10월 1일, 제10(X)군단은 제7함대와 함께 함경남도 원산시를 점령하기 위한 원산 상륙 작전을 준비하라는 명령을 받았다. 군단은 다음날 10월 2일에 제1군단에게 서울특별시의 경인 지역을 넘겨주고 국제 연합 사령부(UNC)의 예비대로 전환되었다. 제1해병사단은 인천, 제7보병사단은 각각 인천과 부산에 도착하여 10월 16일에 승선을 마쳤다. 본래 계획안에서 상륙 예정은 20일이었다.
원산시와 함흥시 사이의 수역에 기뢰가 깔려있던 탓에 10일부터 제7함대는 21척의 소해함을 동원하였다. 같은 날에 동부 해안을 따라 북진하던 한국군 제1군단이 조선인민군 제12사단 예하 2개 경비여단과 맞닥뜨리고 3일 동안 전투한 끝에 점령하였다. 제10(X)군단과 2개 사단은 10월 29일이 돼서야 원산 항구에 발을 딯었다. 비록 수송함에서 대기하고 있던 도중 타의로 상륙 목적을 잃었으나, 10월 17일에 하달받은 다른 명령에 따라 혜산진으로 진격하였다.
중화인민공화국이 보낸 중국인민지원군의 참전으로 전세가 불리해지자, 군단은 휘하의 모든 부대에 철수 명령을 내려 흥남시에 집결시켜고 12월 15일 한국군 제1군단과 함께 철수하였다.
1951년 4월 11일, 더글러스 맥아더 장군이 해리 S. 트루먼 대통령에 의해 해임되자, 매슈 리지웨이 대장이 후임 연합군 최고사령관으로 임명되었다. 리지웨이 대장은 제10(X)군단을 극동 사령부에서 제8군으로 배속전환시켰다.
휴전 이후, 미국 본토로 귀환하고 1955년 4월 27일에 캔사스주 포트 라일리에서 해산하였다.

### 냉전
3년 뒤, 1958년 1월 1일부터 1968년 3월 31일까지 워싱턴주 포트 로턴에 주둔하였다. 미국의 국방부 장관 로버트 맥나마라는 미국 의회에서 방위군과 예비군을 통합하기를 바랐다. 그에 따라 많은 수의 사단과 여단이 해체되었고, 비사단 규모의 전투지원부대와 전투근무지원부대는 예비역으로 재조정되었으며, 18개 육군 예비군 사령부가 설립되었는데, 제10(X)군단은 그 중 제124육군예비군사령부로 합쳐졌다.

## 편성

### 인천 상륙작전
- 제1해병사단
- 제3보병사단 (Retained)
- 제7보병사단
- 제187연대전투단 (Retained)
- 제92기갑야전포병대대 (155mm 자주포)
- 제96야전포병대대 (155mm 자주포)
- 제50대항공기포병대대 (자주활강포)
- 제19공병전투단
- 제2공병특별여단
- TF 90 공격대
- 제1수륙양용단
- 대한민국 제17보병연대; 1950년 9월 23일, 배속

### 흥남 전투
- G3
- G4
- 제1해병사단
- 제7보병사단
- 제3보병사단
- 제5야전포병단
- 제50대항공기포병대대 (자주활강포)
- 제19공병전투단
- 제8244공병건설대대
- 제92기갑야전포병대대 (155mm 자주포)
- 제96야전포병대대 (155mm 자주포)
- 제60병기단
- 제6병참단
- 제4통신대대
- 제4화학대대
- 제55병참대대
- 제772헌병대대
- 제163의무대대
- 제8227특수활동단
- 제1외과병원?
- 제4야전병원?
- 제121후송병원?
- 제10(X)군단 임시헌병중대
- 제10(X)군단 통신창
  - 제226통신근무중대
  - 제65통신창중대
  - 제4통신대대, 통신정비반
  - 제205통신정비분견대
- 철수통제단
  - 보급대
  - 제2공병특별여단
  - 병력부대
- 남한 제1군단 (OPCON)
  - 수도사단
  - 제3보병사단

## 기록

### 계보
- 1942년 5월 1일, Headquarters, X Army Corps
→제9육군단, 본부
- 1942년 8월 19일, Headquarters, X Corps
→제9군단, 본부
- 1950년 12월 8일, 정규군 배정
- 1957일, 12월 26일 Headquarters, X United States Army Corps
→제9미국육군단, 본부

### 전역
| 스트리머           | 내역 |
| ------------------ | --- |
| 아시아-태평양 전구 | - 뉴기니 - 레이터 (화살촉) - 남필리핀 |
| 한국 전쟁          | - UN 방어 - UN 공세 - CCF 개입 - 첫번째 UN 반격 - CCF 춘계공세 - UN 하계-추계 공세 - 두번째 한국 동계 - 한국, 하계-추계 1952년 - 세번째 한국 동계 - 한국, 하계 1953년 |

### 스트리머
| 스트리머                  | 내역                              | 명령서                        |
| ------------------------- | --------------------------------- | ----------------------------- |
| 필리핀 대통령 부대 표창   | 1944년 10월 17일 ~ 1945년 7월 4일 | 육군부 일반명령 1950년 제47호 |
| 대한민국 대통령 부대 표창 | 인천-흥남                         | 육군부 일반명령 1952년 제8호  |
| 대한민국 대통령 부대 표창 | 한국                              | 육군부 일반명령 1954년 제82호 |

## 참고

### 인용
1. ↑  Stewart 1991, 53, 65-68쪽.
2. ↑  “General Orders No. 8” (PDF) (영어). Washinton D.C.: Department of The Army. 1952년 1월 24일. 2019년 12월 21일에 원본 문서 (PDF)에서 보존된 문서. 2019년 12월 21일에 확인함.
3. ↑  “General Orders No. 89” (PDF) (영어). Washinton D.C.: Department of The Army. 1953년 11월 27일. 2019년 12월 21일에 원본 문서 (PDF)에서 보존된 문서. 2019년 12월 21일에 확인함.

### 자료
- John B. Wilson. “Armies Corps Divisions and Separate Brigades” (PDF). Army Lineage Series (영어). Center of Military History. 75-77쪽. 2020년 1월 1일에 확인함.
- Stewart, Richard W. (1991년 4월). “Hungnam Evacation” (PDF) (영어). Combat Studies Institue. 2020년 1월 1일에 확인함.